# San Marino op de Olympische Zomerspelen 1980
San Marino nam deel aan de Olympische Zomerspelen 1980 in Moskou, Sovjet-Unie. Het was de vijfde deelname van de ministaat.

## Deelnemers en resultaten

### Atletiek
| Olympiër       | Discipline            | Resultaat | Prestatie |
| -------------- | --------------------- | --------- | --------- |
| Stefano Casali | 20km snelwandelen (m) | 24e       | 1:49.21,3 |

### Gewichtheffen
| Olympiër       | Discipline  | Resultaat | Prestatie                                                     |
| -------------- | ----------- | --------- | ------------------------------------------------------------- |
| Sergio De Luca | -67,5kg (m) | 20e       | trekken: 20ste met 110kg stoten: 19de met 145kg totaal: 255kg |

### Judo
| Olympiër         | Discipline | Resultaat | Prestatie                                           |
| ---------------- | ---------- | --------- | --------------------------------------------------- |
| Alberto Francini | -60kg (m)  | 19e       | 1ste ronde: V van GBR Holliday: yuko                |
| Franch Casadei   | -86kg (m)  | 13e       | 1ste ronde: vrij 2de ronde: V van GDR Ultsch: ippon |

### Schietsport
| Olympiër            | Discipline             | Resultaat | Prestatie                        |
| ------------------- | ---------------------- | --------- | -------------------------------- |
| Francesco Nanni     | 50m geweer 3 houdingen | 36e       | 1093 punten: (383-366-344)       |
| Pasquale Raschi     | 50m geweer 3 houdingen | 37e       | 1081 punten: (386-362-333)       |
| Alfredo Pelliccioni | 50m geweer liggend     | 52e       | 577 punten: (97-94-97-96-94-99)  |
| Pier Paolo Taddei   | 50m geweer liggend     | 48e       | 583 punten: (96-99-95-97-100-96) |
| Gianfranco Giardi   | 50m pistool            | 30e       | 509 punten: (89-85-83-86-84-82)  |
| Eliseo Paolini      | 50m pistool            | 31e       | 507 punten: (87-81-89-90-84-76)  |
| Bruno Morri         | 25m snelvuurpistool    | 37e       | 570 punten: (280-290)            |
| Roberto Tamagnini   | 25m snelvuurpistool    | 36e       | 572 punten: (287-285)            |
| Leo Franciosi       | trap                   | 22e       | 185 punten                       |
| Elio Gasperoni      | trap                   | 22e       | 185 punten                       |

### Wielersport
| Olympiër          | Discipline       | Resultaat | Prestatie         |
| ----------------- | ---------------- | --------- | ----------------- |
| Maurizio Casadei  | wegwedstrijd (m) | DNF       | niet gefinisht    |
| Roberto Tomassini | wegwedstrijd (m) | DSQ       | gediskwalificeerd |

Afghanistan · Algerije · Andorra · Angola · Australië · België · Benin · Birma · Botswana · Brazilië · Bulgarije · Colombia · Congo-Brazzaville · Costa Rica · Cuba · Cyprus · Denemarken · Dominicaanse Republiek · Duitse Democratische Republiek · Ecuador · Ethiopië · Finland · Frankrijk · Griekenland · Groot-Brittannië · Guatemala · Guinee · Guyana · Hongarije · Ierland · IJsland · India · Irak · Italië · Jamaica · Joegoslavië · Jordanië · Kameroen · Koeweit · Laos · Lesotho · Libanon · Liberia · Libië · Luxemburg · Madagaskar · Mali · Malta · Mexico · Mongolië · Mozambique · Nederland · Nepal · Nicaragua · Nieuw-Zeeland · Nigeria · Noord-Korea · Oeganda · Oostenrijk · Peru · Polen · Portugal · Puerto Rico · Roemenië · San Marino · Senegal · Seychellen · Sierra Leone · Sovjet-Unie · Spanje · Sri Lanka · Syrië · Tanzania · Trinidad en Tobago · Tsjecho-Slowakije · Venezuela · Vietnam · Zambia · Zimbabwe · Zweden · Zwitserland